# John Wick 3: Parabellum
John Wick 3: Parabellum er en amerikansk film instrueret af Chad Stahelski fra 2019.

## Medvirkende
- Keanu Reeves som John Wick
- Halle Berry som Sofia
- Laurence Fishburne som Bowery King
- Mark Dacascos som Zero
- Asia Kate Dillon som Adjudicator
- Lance Reddick som Charon
- Anjelica Huston som Director
- Ian McShane som Winston
- Saïd Taghmaoui som Den ældre
- Jason Mantzoukas som Tick Tock Man